# 荔景山路
荔景山路（英語：Lai King Hill Road），舊稱荔景山道，是一條位於香港下葵涌荔景山及荔枝角的重要道路，全長約3.2公里，可供南、北行雙向。北接葵涌葵涌道，南迄荔枝角荔灣道，全程為2線雙程道路。
荔景山路是於1970年代興建的道路，以配合荔景山房屋區的發展，並於1975年1月10日刊憲命名爲「荔景山道」。早期荔景山路南面路段並不途經九華徑，而是沿尚未填海的荔枝角灣而行，由荔灣花園下行至舊荔園巴士總站，即現今盈暉臺對開，在1980年代起政府隨後填平荔枝角灣，將荔景山路改建成現今樣貌，專利巴士路線也陸續改經九華徑一段。

## 交匯道路
- 葵涌道
- 葵福路
- 聯接街
- 敬祖路
- 葵涌医院道
- 瑪嘉烈医院道
- 華荔徑
- 鐘山臺
- 景荔徑
- 荔灣道

## 脚註

### 备注
1. ↑  現在仍經常寫成荔景山道。例如此圖。